# Grand Prix de Futsal
El Grand Prix de Futsal es un torneo de fútbol sala a nivel de selecciones que se juega anualmente en Brasil (con excepción de los años 2012, 2016 y 2017) bajo un formato similar al Mundial de Fútbol Sala, con la diferencia que se juega por invitación. Este torneo no es oficial por parte de la FIFA, está organizado exclusivamente por la Confederación Brasileña de Futsal.

## Formato
Dependiendo de la cantidad de selecciones invitadas por la Confederación Brasileña de Futsal, estas son divididas en dos o cuatro grupos donde los primeros lugares avanzan a una siguiente ronda o directamente a la Final.

## Palmarés
| Año  | Sede                               | Campeón | Final Resultado           | Subcampeón      | Tercer lugar | Resultado                 | Cuarto lugar    |
| ---- | ---------------------------------- | ------- | ------------------------- | --------------- | ------------ | ------------------------- | --------------- |
| 2005 | Brusque                            | Brasil  | 7 – 3                     | Colombia        | Argentina    | 3 – 1                     | Uruguay         |
| 2006 | Caxias do Sul                      | Brasil  | 5 – 3 (e.t.)              | Italia          | Croacia      | 0 – 0 (e.t.) 4 – 3 (pen.) | Argentina       |
| 2007 | Lages / Joinville / Jaraguá do Sul | Brasil  | 4 – 0                     | Irán            | Argentina    | 5 – 4 (e.t.)              | Hungría         |
| 2008 | Fortaleza                          | Brasil  | 3 – 2                     | Argentina       | Ucrania      | 5 – 4 (e.t.)              | Paraguay        |
| 2009 | Anápolis / Goiânia                 | Brasil  | 7 – 1                     | Irán            | Rumania      | 4 – 2                     | República Checa |
| 2010 | Anápolis                           | España  | 2 – 1                     | Brasil          | Paraguay     | 5 – 3 (e.t.)              | Irán            |
| 2011 | Manaus                             | Brasil  | 2 – 1                     | Rusia           | Argentina    | 4 – 2                     | Irán            |
| 2013 | Maringá                            | Brasil  | 3 – 3 (e.t.) 4 – 2 (pen.) | Rusia           | Irán         | 6 – 2                     | Paraguay        |
| 2014 | São Bernardo                       | Brasil  | 7 – 2                     | Colombia        | Irán         | 10 – 4                    | Guatemala       |
| 2015 | Uberaba                            | Brasil  | 4 – 3                     | Irán            | Colombia     | 1 – 0                     | Paraguay        |
| 2018 | Brusque                            | Brasil  | 4 – 2                     | República Checa | Uruguay      | 6 – 1                     | Costa Rica      |

## Títulos por país
| Equipo          | Campeón                                                         | Subcampeón           | Tercer lugar         | Cuarto lugar         |
| --------------- | --------------------------------------------------------------- | -------------------- | -------------------- | -------------------- |
| Brasil          | 10 (2005, 2006, 2007, 2008, 2009, 2011, 2013, 2014, 2015, 2018) | 1 (2010)             |                      |                      |
| España          | 1 (2010)                                                        |                      |                      |                      |
| Irán            |                                                                 | 3 (2007, 2009, 2015) | 2 (2013, 2014)       | 2 (2010, 2011)       |
| Colombia        |                                                                 | 2 (2005, 2014)       | 1 (2015)             |                      |
| Rusia           |                                                                 | 2 (2011, 2013)       |                      |                      |
| Argentina       |                                                                 | 1 (2008)             | 3 (2005, 2007, 2011) | 1 (2006)             |
| República Checa |                                                                 | 1 (2018)             |                      | 1 (2009)             |
| Italia          |                                                                 | 1 (2006)             |                      |                      |
| Paraguay        |                                                                 |                      | 1 (2010)             | 3 (2008, 2013, 2015) |
| Rumania         |                                                                 |                      | 1 (2009)             |                      |
| Ucrania         |                                                                 |                      | 1 (2008)             |                      |
| Croacia         |                                                                 |                      | 1 (2006)             |                      |
| Uruguay         |                                                                 |                      | 1 (2018)             | 1 (2005)             |
| Guatemala       |                                                                 |                      |                      | 1 (2014)             |
| Hungría         |                                                                 |                      |                      | 1 (2007)             |
| Costa Rica      |                                                                 |                      |                      | 1 (2018)             |